# Unser Lieben Frauen (Dankerode)

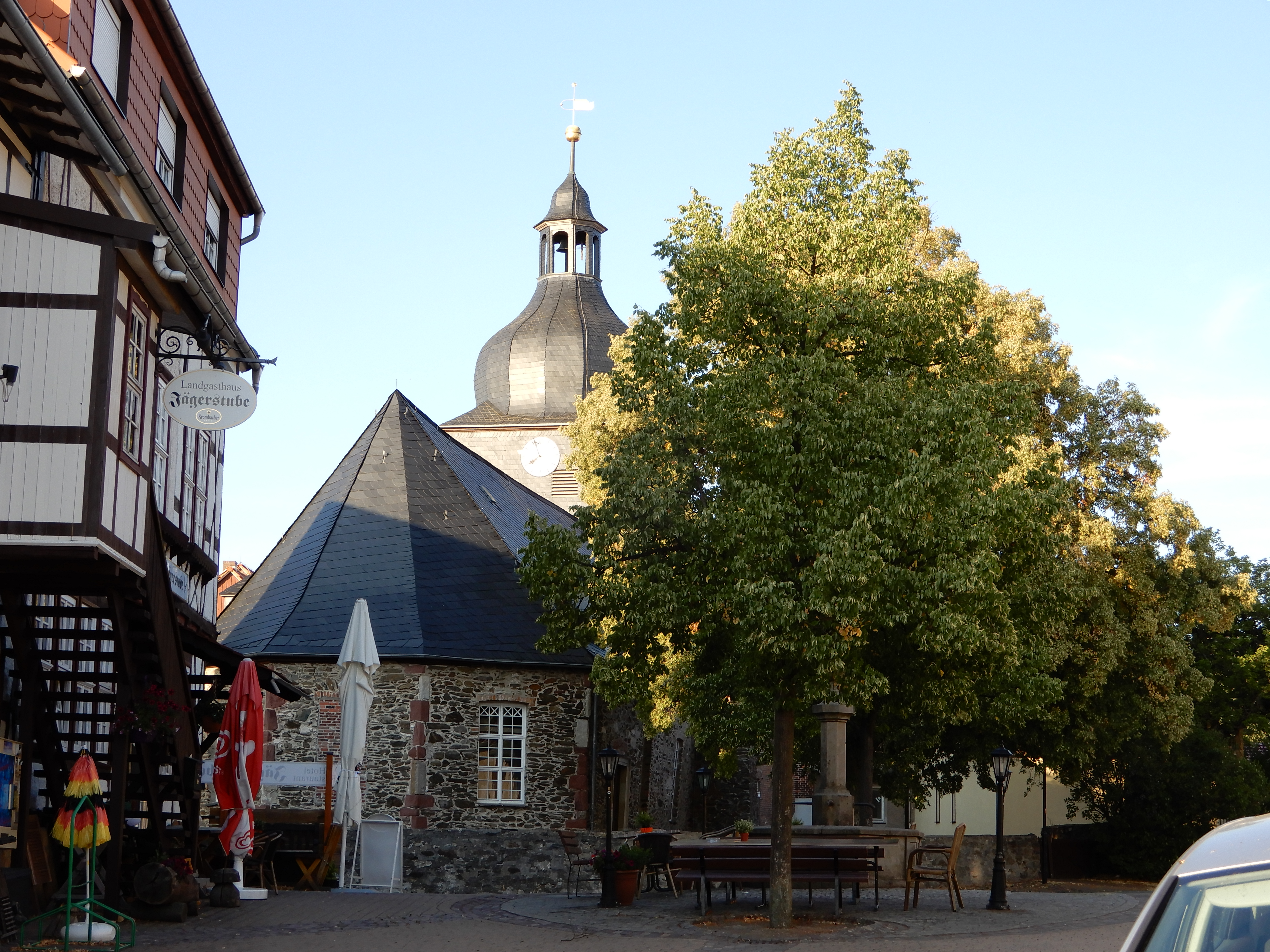
Unser Lieben Frauen (Dankerode)

Die evangelische Kirche Unser Lieben Frauen ist eine ursprünglich spätromanische, mehrfach umgebaute Saalkirche im Ortsteil Dankerode von Harzgerode im Landkreis Harz in Sachsen-Anhalt. Sie gehört zum Pfarrbereich Wippra im Kirchenkreis Eisleben-Sömmerda der Evangelischen Kirche in Mitteldeutschland (EKMD).

## Geschichte und Architektur
Die Chorturmkirche wurde in den Jahren zwischen 1691 und 1723 mehrfach umgebaut und erweitert sowie mit einem gestreckten, nach Westen dreiseitig geschlossenen Schiff mit schlichten rechteckigen Fenstern versehen; später erhielt der spätromanische quadratische Turm das verschieferte Glockengeschoss und die geschweifte Haube und Laterne aus den Jahren von 1709 bis 1711. Restaurierungen erfolgten in den Jahren 1993 und 2001, weitere Arbeiten wurden 2016 von der Deutschen Stiftung Denkmalschutz gefördert.
Das Innere des Turms ist mit zugesetztem Triumphbogen und gekuppelten Schallöffnungen sowie einem gotischen Kreuzgratgewölbe versehen, dessen Schlussstein eine sechsblättrige Rosette zeigt. Der Saal ist anspruchsvoll mit gefelderter stuckierter Holztonne und beidseits mit zweigeschossigen Emporen mit stuckierter Brüstung ausgestaltet, die Orgelempore mit zurückschwingender Balusterbrüstung stammt aus dem Jahr 1698.

## Ausstattung
Das Hauptstück der Ausstattung ist ein hölzerner Kanzelaltar von 1696 mit einer Fassung laut Inschrift von 1718, der stuckierte Kanzelkorb ist von gedrehten Weinlaubsäulen mit korinthischen Kapitellen eingefasst, seitlich sind auf Konsolen die Figuren von Petrus und Paulus, über dem Gesims der auferstandene Christus dargestellt. Unter dem Kanzelkorb ist eine Darstellung des Abendmahls als Gemälde von Anton Josef Stichofzky aus Harzgerode von 1718 zu sehen. Der reichgeschnitzte Orgelprospekt von 1725 ist mit musizierenden Engeln geschmückt, das Werk wurde 1862 von Witzmann neu eingebaut. An der Ostwand neben dem Kanzelaltar ist eine Kreuzigungsgruppe zu sehen, der Kruzifixus stammt aus der Zeit um 1500, Maria und Johannes aus dem 18. Jahrhundert von einem älteren Altar.
Zwei Bronzeglocken wurden im 13. Jahrhundert gegossen, eine weitere 1726 von Johann Arnhold Geyer mit einer Stifterinschrift und einer Madonna auf der Mondsichel.